# Podhozenec

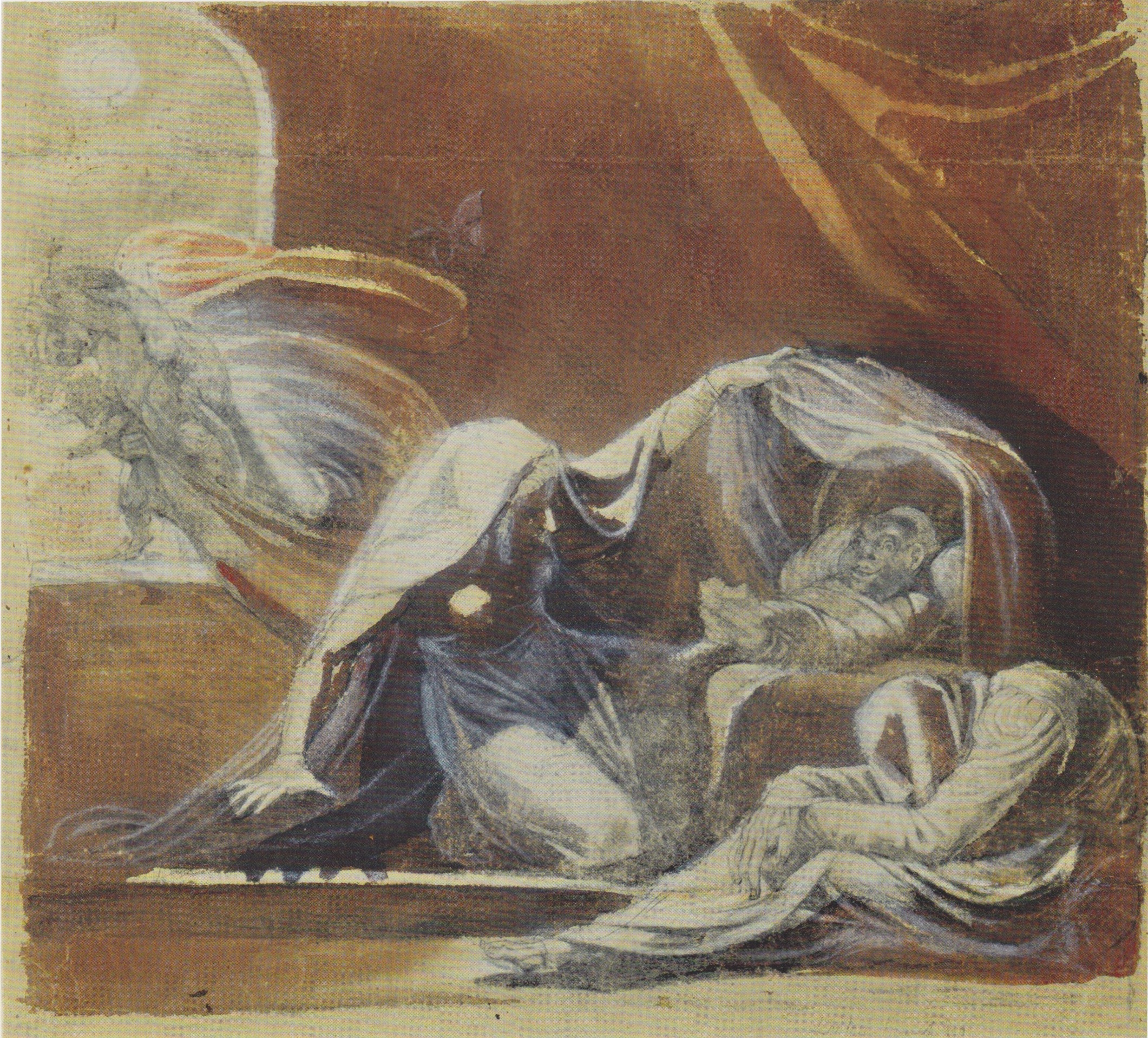
Henry Fuseli, Der Wechselbalg (Podhozenec), 1780

Podhozenec či podvrženec je v pověstech dítě nadpřirozené bytosti, které je vyměněno za dítě lidské. Víra v podvržence je rozšířena po celém světě, typická je však především pro severní, západní a střední Evropu.

## Slované
V českém folklóru existuje řada pojmenování pro podvržence, nejčastější jsou podhozenec a divous či takové odkazující na jeho pravou matku. Lidské dítě je nejčastěji ukradeno divou ženou, ale únoscem může být také tajemný muž, typicky čert, nebo zvíře, zpravidla černý pes, ale také žid. Podvrženec se od lidských dětí liší například velkou hlavou a očima, zakrslostí, nemluvností, neklidností, zlou povahou, nenasytností, plačtivostí či častým onemocněním. Věřilo se, že jsou důsledkem božího trestu, uhranutí či kletby.
Před podvržením dítěte měla chránit koutnice, plachta zdobená vyšitými ochrannými symboly, oddělující postel matky a novorozence od světnice. Opuštění koutu s postelí, případně světnice, je v pověstech tradiční příčinou podvržení. V mnoha oblastech však mohlo být s podhozencem zaměněno pouze nepokřtěné dítě. K podvrženci se doporučovalo dobře chovat, aby se divá žena také chovala dobře k lidskému dítěti. Jindy naopak vedlo špatné zacházení k tomu, že únoskyně děti vyměnila zpět, jinou metodou byly projevy zbožnosti, například pouť, protože tu si divoženky oškliví. Podvržence lze odhalit vařením vody ve vaječných skořápkách v přítomnosti osamělého dítěte, což je mezinárodně rozšířená víra. Podhozenec je poté tajně pozorován a z jeho podivného chování zjištěna jeho pravá povaha. Nakonec je rodiči šlehán šípkovými či lískovými pruty tak dlouho, dokud neuteče či se neobjeví divá žena a nevymění jej za lidské dítě.
Víra v podhozence vznikla z vysokého počtu tělesně a mentálně postižených dětí, především v zaostalejších oblastech, který byl důsledkem špatné hygieny, nedostatečné lékařské péče, alkoholismu nebo endogamních sňatků. To, že dítě je podvržencem, mohly tvrdit i samotné matky, aby se vyhnuly posměchu za to, že se jim narodilo nevzhledné dítě. V některých oblastech se víra v podhozence zachovala až do 19. století.
Na Slovensku byli podhozenci zvaní premieň, jindy zase odplata, což vychází z představy, že výměna dítěte je trestem za špatnost rodičů. V Polsku podvrhují svoje děti, zvané odminok, bytosti zvané boginje či bogieńki, na Ukrajině podobně mění bogunki děti za stvoření zvané odminnik či vidminnik.